# Chloe Cowen
Chloe Cowen (-O'Gorman) (ur. 8 czerwca 1973) – brytyjska judoczka. Olimpijka z Sydney 2000, gdzie opadła w 1/8 w kategorii 78 kg. Siódma na mistrzostwach świata w 1993. Pięciokrotna medalistka mistrzostw Europy, druga w 1993, 1997 i 2000.
- Turniej w Sydney 2000

Wygrała z Laisą Laveti z Fidżi a przegrała z Simoną Richter z Rumunii.